# ستيرويدات عصبية

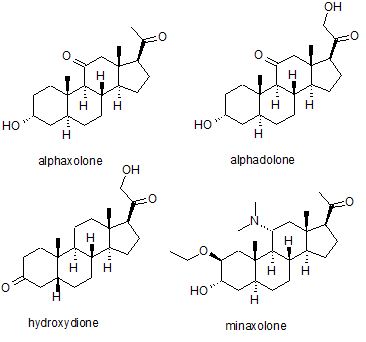
شكل الستيرويدات العصبية

الستيرويدات العصبية، تُعرف أيضًا باسم الستيرويدات النشطة عصبيًا، هي ستيرويدات ذات تنشؤ داخلي أو خارجي قادرة على تغيير الاستثارة العصبونية بسرعة عبر التفاعل مع القنوات الأيونية ذات بوابات الربيطة وغيرها من مستقبلات سطح الخلية. صاغ عالم الفيزيولوجيا الفرنسي إتيان بولييه مصطلح الستيرويد العصبي في إشارة إلى الستيرويدات المخلقة في الدماغ. يشير مصطلح الستيرويد النشط عصبيًا إلى الستيرويدات المؤثرة في وظيفة الدماغ التي يمكن تخليقها في الدماغ أو بواسطة الغدد الصماء ثم انتقالها إلى الدماغ عن طريق المجرى الدموي. صاغ ستيفن بول وروبرت بوردي مصطلح الستيرويدات النشطة عصبيًا في عام 1992. بالإضافة إلى تأثيرها على مستقبلات الأغشية العصبونية، تمتد تأثيرات بعض هذه الستيرويدات إلى التعبير الجيني عن طريق مستقبلات هرمون الستيرويد النووي. تمتلك الستيرويدات العصبية نطاقًا واسعًا من التطبيقات السريرية الممكنة التي تتراوح من التهدئة وصولًا إلى علاج الصرع وإصابة الدماغ الرضية. يُعد الغاناكسولون، النظير الاصطناعي للستيرويد العصبي داخلي التنشؤ الألوبريجنانولون، قيد الاختبار لاستخدامه في علاج الصرع.

## الوظيفة
تشمل بعض الوظائف البيولوجية الرئيسية للستيرويدات العصبية كلًا من تعديل اللدونة العصبية، وعمليات التعلم والذاكرة، والسلوك، والقابلية للنوبات بالإضافة إلى الاستجابة للتوتر والقلق والاكتئاب. تلعب الستيرويدات العصبية أيضًا دورًا مهمًا في مختلف سلوكيات مثنوية الشكل الجنسية والاستجابات العاطفية.
يرفع التوتر/الإجهاد الحاد مستويات الستيرويدات العصبية المثبطة مثل الألوبريجنانولون، التي تعمل على التصدي للعديد من تأثيرات التوتر. يتشابه هذا مع حالة الإندروفين، الذي يتحرر عند الاستجابة للتوتر والألم الجسدي والتصدي للآثار الذاتية السلبية الناجمة عن مثل هذه الحالات. نتيجة لذلك، اقتُرح وجود دور لإحدى الوظائف البيولوجية للستيرويدات العصبية في الحفاظ على الاستتباب العاطفي. ارتبط الإجهاد المزمن بانخفاض مستويات الألوبريجنانولون وتغير استجابة الإجهاد للألوبريجنانولون، والاضطرابات النفسية وخلل تنظيم المحور الوطائي النخامي الكظري.
تلعب التقلبات في مستويات الستيرويدات العصبية المثبطة أثناء الدورة الشهرية والحمل، كما يُعتقد، دورًا مهمًا في عدد من الاضطرابات النسائية المختلفة، بما في ذلك المتلازمة السابقة للحيض (بّي إم إس)، والاضطراب المزعج السابق للحيض (بّي إم دي دي)، واكتئاب ما بعد الولادة (بّي بّي دي)، وذهان ما بعد الولادة والصرع الحيضي. علاوة على ذلك، قد تؤثر التغيرات في مستويات الستيرويدات العصبية في تقلبات الحالة المزاجية، والقلق والرغبة الجنسية التي تنشأ خلال فترة البلوغ لدى كل من الجنسين وخلال سن الضهي لدى النساء.
قد تتسبب المستويات العالية من الستيرويدات العصبية المثبطة، خاصة الألوبريجنانولون، في إنتاج تأثيرات متناقضة، مثل المزاج السلبي، والقلق، والتهيجية والعدوان. يُعتقد أن هذا عائد إلى امتلاك الستيرويدات العصبية، مثل المعدلات التفارغية لمستقبلات «جي إيه بي إيه إيه» بما في ذلك البنزوديازيبينات، والباربتيورات والإيثانول، تأثيرات ثنائية الطور على شكل «يو» - إذ تثبط المستويات المعتدلة (في نطاق 1.5-2 نانومتر/ لتر من إجمالي الألوبروجستيرون، ما يكافئ مستويات الطور الأصفري بشكل تقريبي) نشاط مستقبلات «جي إيه بي إيه إيه»، بينما تسهل التراكيز المنخفضة والعالية نشاط المستقبل.